# Merremia kentrocaulos
Merremia kentrocaulos là một loài thực vật có hoa trong họ Bìm bìm. Loài này được Rendle mô tả khoa học đầu tiên năm 1905.